# 土城駅 (釜山広域市)
土城駅（トソンえき）は、大韓民国釜山広域市西区にある釜山交通公社1号線の駅である。駅番号は109。

## 駅構造
相対式ホーム2面2線の地下駅。スクリーンタイプのホームドアが設置されている。出入口は10箇所に設けられている。

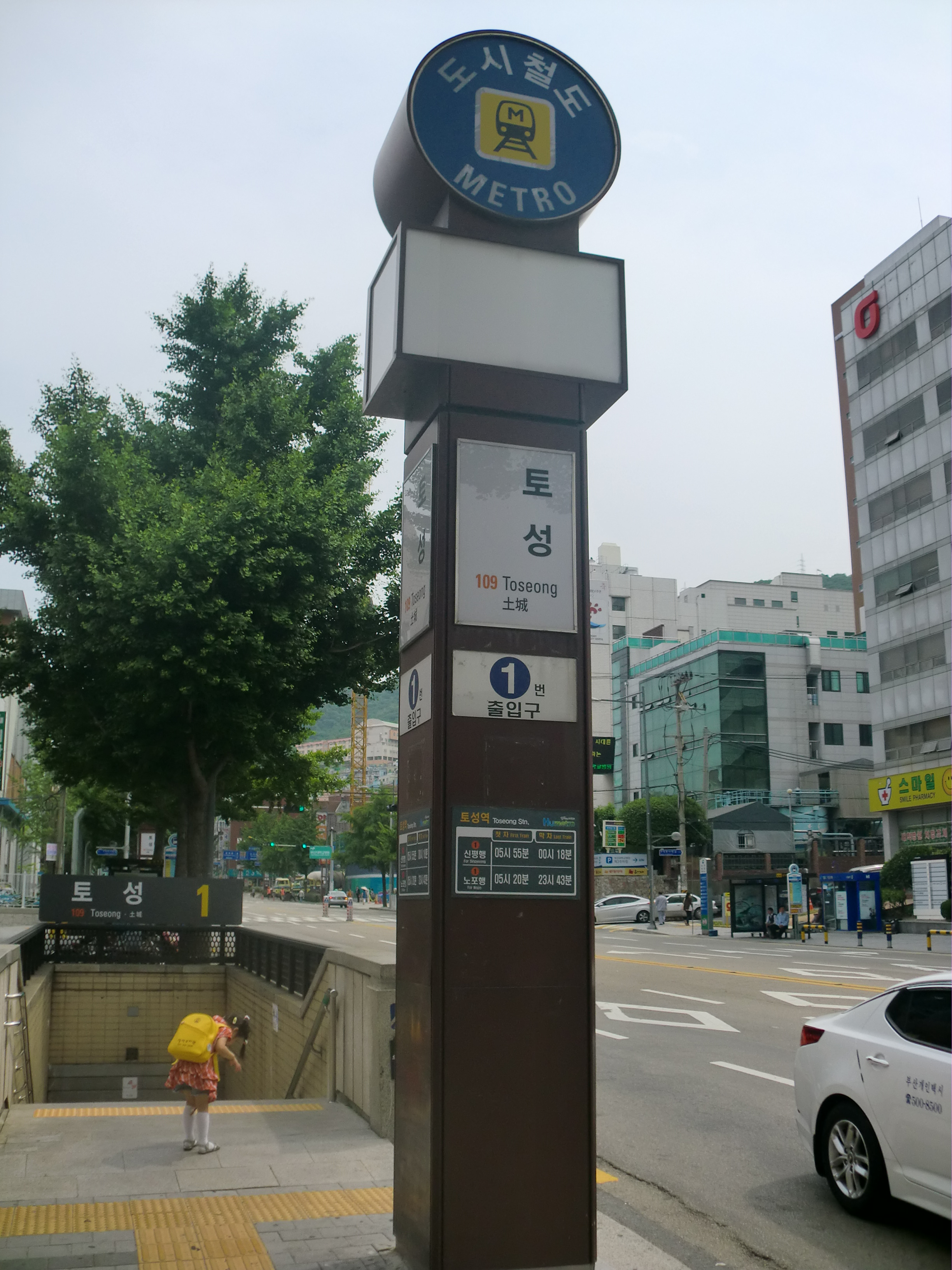
1番出入口（2012年6月）
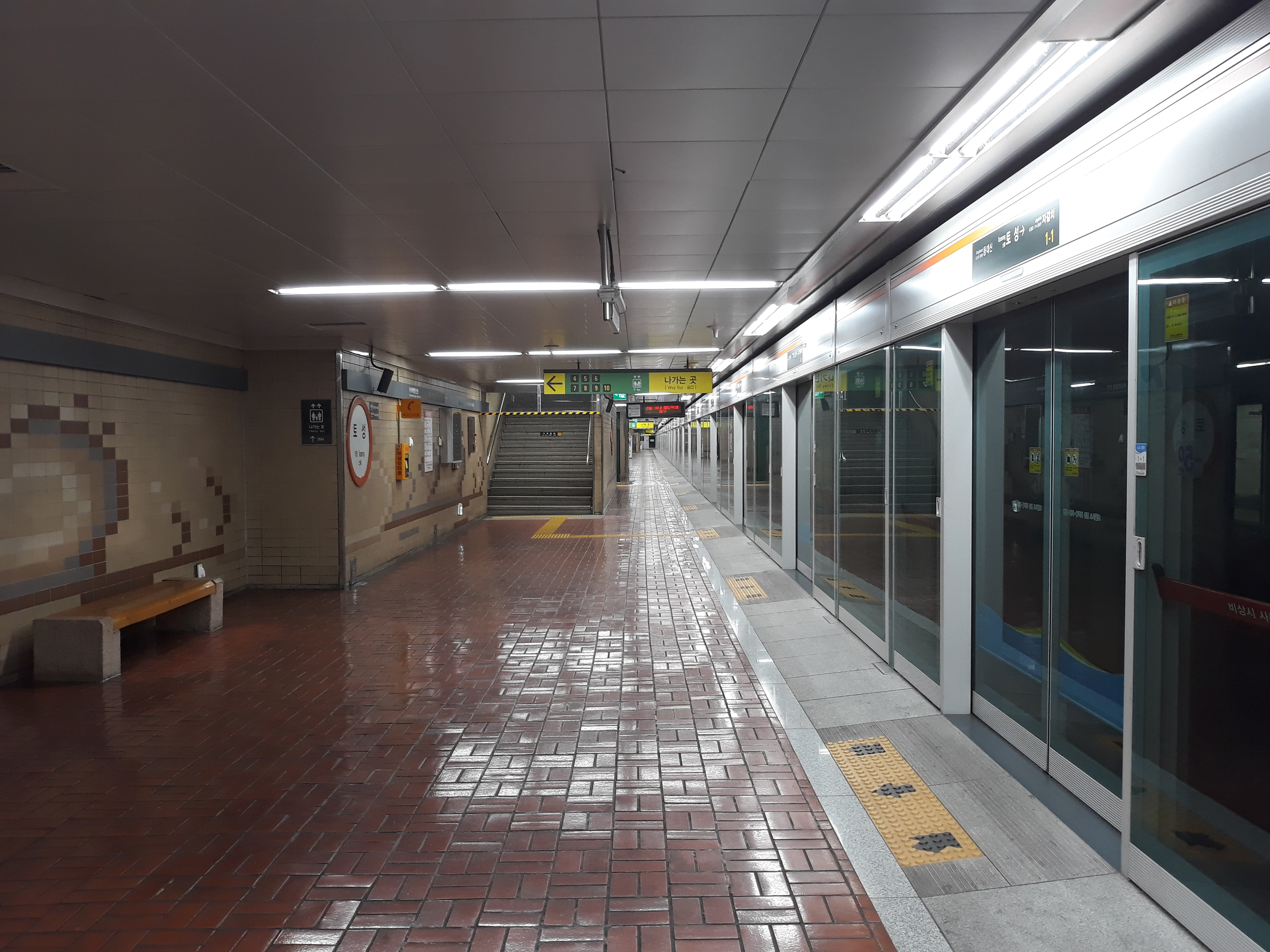
下りホーム（2018年5月）
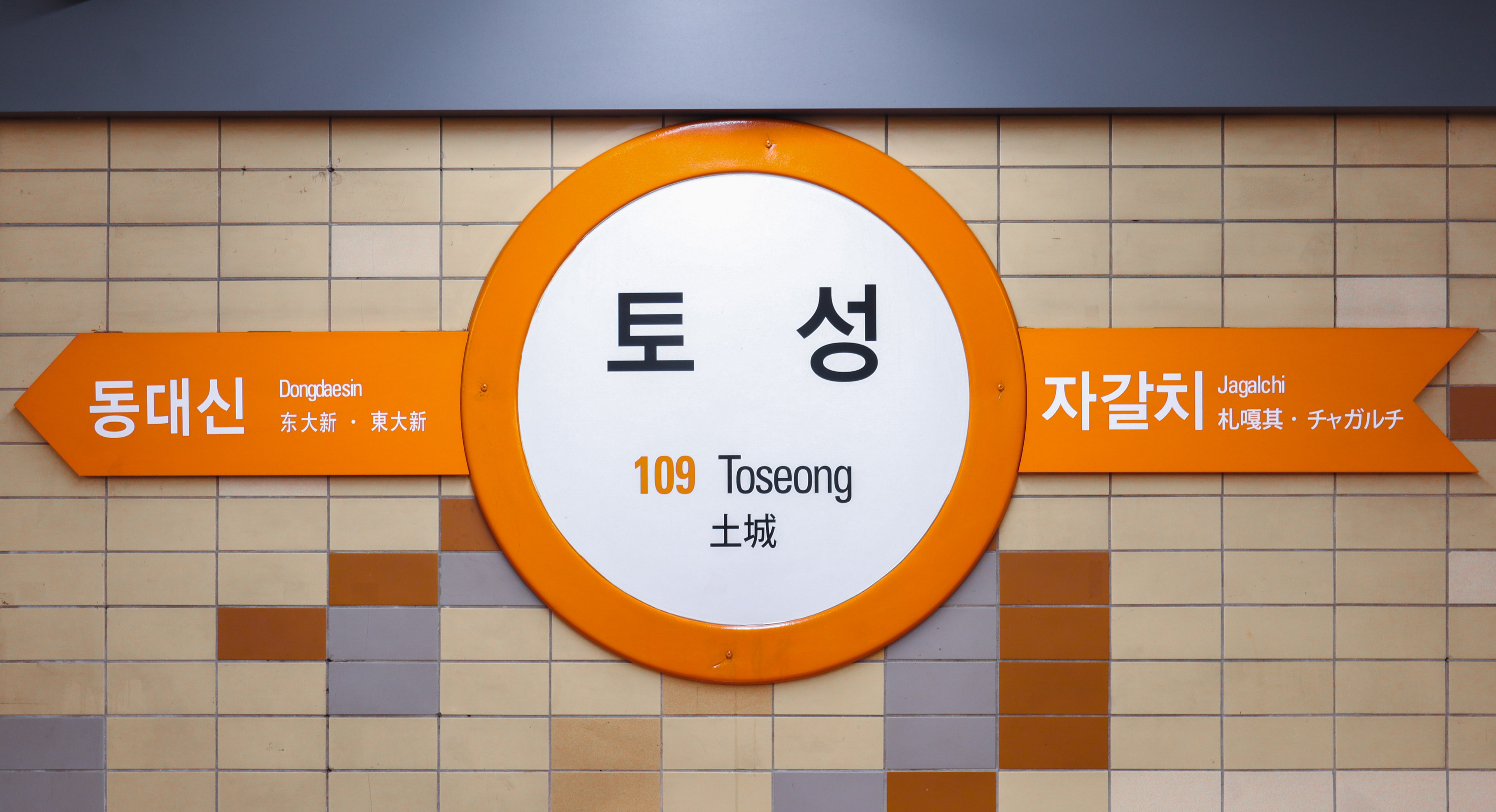
駅名標

### のりば
| 上り | 1号線 | 多大浦海水浴場方面 |
| 下り | 1号線 | 老圃方面           |

## 歴史
- 1988年5月19日 - 1号線西大新洞 - 中央洞開通に伴い、土城洞駅として開業。
- 2010年2月24日 - 土城駅に改称。

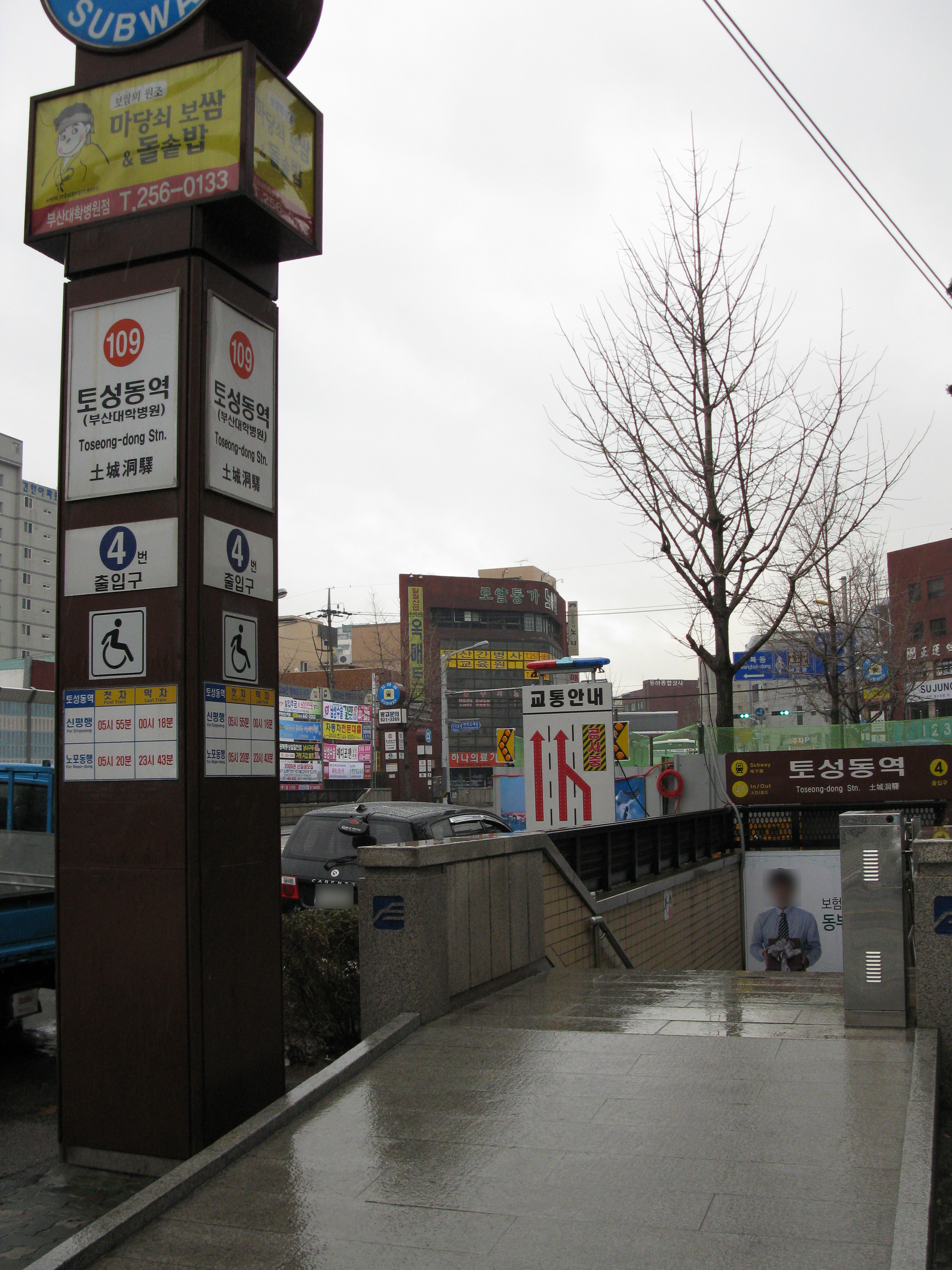
改称前の4番出入口（2009年2月）
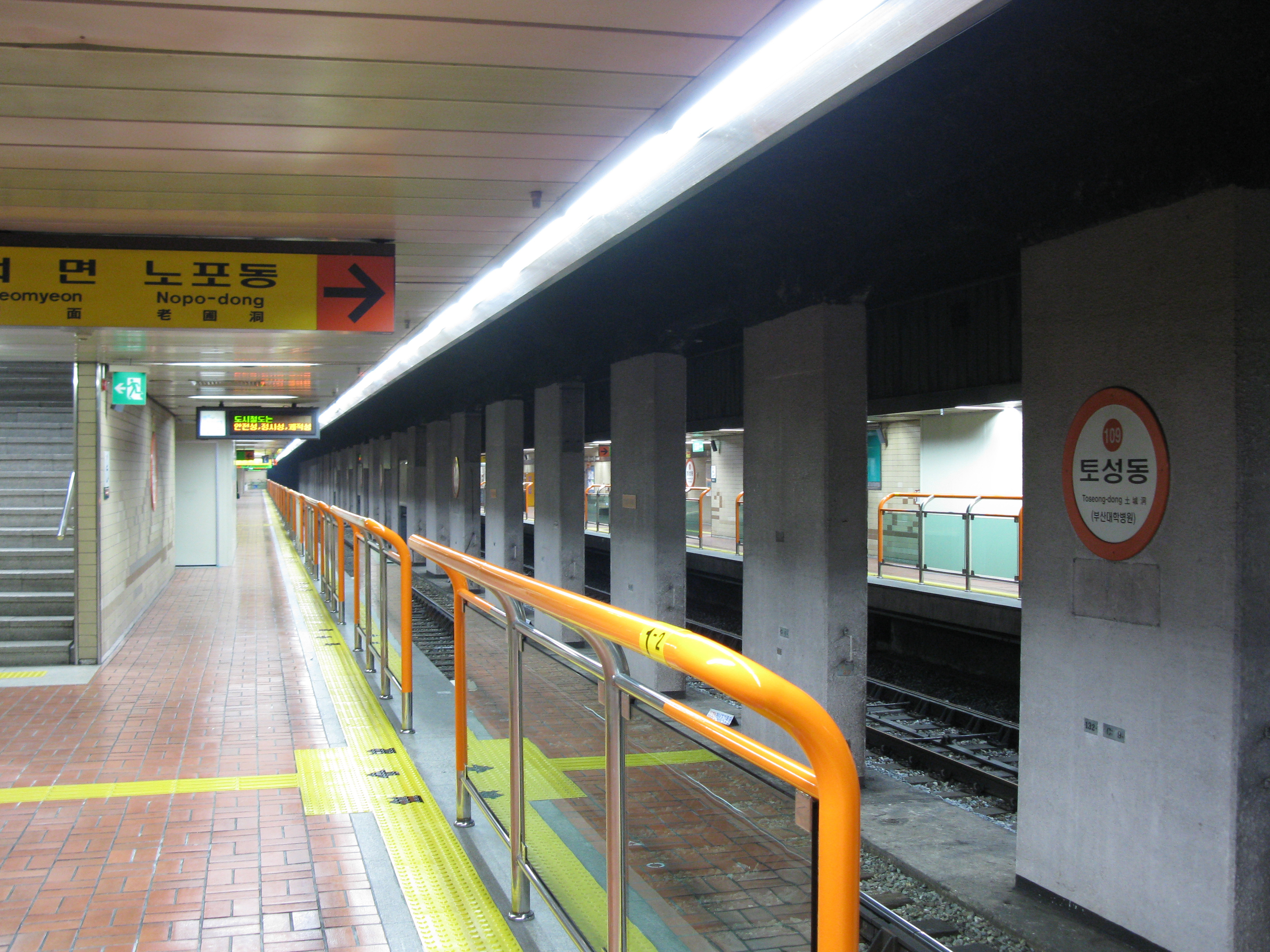
改称前のホーム（2009年2月）

## 駅周辺
- 釜山中部警察署峨嵋派出所
- 中部消防署富民119安全センター
- 峨嵋洞行政福祉センター
- 富民洞行政福祉センター
- 土城初等学校
- 慶南中学校
- 峨嵋中学校
- 東亜大学校富民キャンパス
- 峨嵋郵便局
- 釜山大学校峨嵋キャンパス
  - 釜山大学校病院
- 臨時首都記念館

## 隣の駅
釜山交通公社
 1号線
東大新駅 (108) - 土城駅(109) - チャガルチ駅 (110)